# آن شلتون (خواننده)

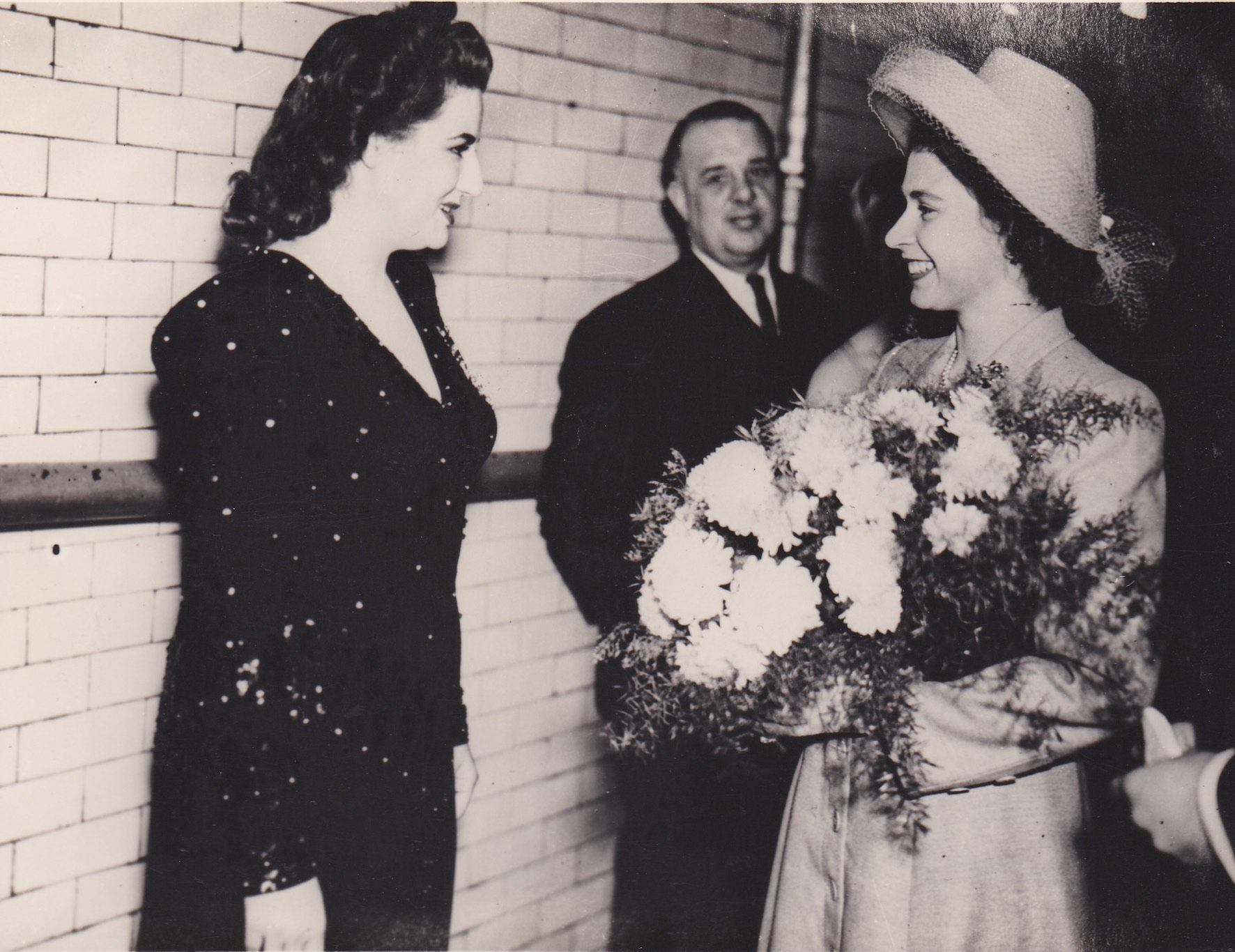
نگاره‌ای از آن شلتون که روبروی ملکه الیزابت ایستاده است.

آن شلتون (انگلیسی: Anne Shelton؛ ۱۰ نوامبر ۱۹۲۳ – ۳۱ ژوئیهٔ ۱۹۹۴) یک موسیقی‌دان اهل بریتانیا بود. وی بین سال‌های ۱۹۴۲ تا ۱۹۹۴ میلادی فعالیت می‌کرد.